# Portstewart
Portstewart (irl. Port Stíobhaird) – miasto w Wielkiej Brytanii (Irlandia Północna; w Hrabstwie Londonderry). Według danych szacunkowych na rok 2010 liczy 9 237 mieszkańców.